# Яворина-Вуйович, Савка
Савка «Саша» Яворина-Вуйович (сербохорв. Savka Javorina-Vujović, серб. Савка Јаворина-Вујовић; 4 августа 1918, Студенцы — 19 января 2002, Белград) — югославская военная медсестра, участница Народно-освободительной войны Югославии, Народный герой Югославии (1953 год).

## Биография
Родилась 4 августа 1918 в Студенцах. Сербка по национальности. Училась в школе в Госпиче и Загребе, окончила медицинское училище в Белграде. С 1936 года состояла в молодёжном революционном движении, была деятельницей сообщества «Полёт» и общества медсестёр. В 1937 и 1940 году арестовывалась, в апреле 1940 года после освобождения была принята в Компартию Югославии по инициативе доктора Ненада Паренты, с которым установила дружеские отношения в 1936 году. Занимала должность секретаря партийной организации при белградской больнице.
В 1941 году Савка отправилась на фронт в состав санитарных войск. Она занималась обучением молодых врачей и привлечением уже опытных медиков к работе, закупала медикаменты, собирала деньги в фонд Народно-освободительного движения в Белграде. В сентябре 1941 года была принята в Расинский партизанский отряд. Позднее назначена на должность политрука роты, участвовала в боях за места Блац, Шилеговец, Рибарску-Баню и другие. В 1943 году вошла в состав Косовско-Метохийского отделения КПЮ, в мае перебралась в Шару, с группой партизан отправилась к Куманову и Вране, где была сформирована 1-я косовско-метохийская бригада. Савка (в среде партизан её звали Сашей) стала политруком в бригаде. В феврале 1944 года в битве на Биляче против болгар она была ранена.
Косовско-метохийская бригада, которая шла в Эгейскую Македонию, воевала против четников. Только за время рейда от Козяка до горы Кукуш в течение 25 дней бригада провела 30 боев с четниками, продемонстрировав героизм в трудных условиях. Саша стала олицетворением этого героизма. В июле 1944 года её зачислили в 8-ю сербскую бригаду 22-й дивизии, где Савка стала также политруком. 8 сентября 1944 бригада вступила во Вранье и Владичин-Хан, а в декабре Саша вошла в Белград, сформировав новую партийную ячейку в квартале Чукарица. Она позднее стала секретарём III райкома партии в Белграде.
В 1946 году Саша продолжила работать в партии, перебравшись в Заечар и став секретарём райкома и окркокма в Заечаре. С 1947 по 1953 годы она работала в отделе кадров ЦК КП Сербии, а с 1953 по 1955 годы была секретарём Светозаревского райкома КПЮ. С 1955 года занимала должность в администрации Союзного избирательного вече в Белграде.
Скончалась 19 января 2002 года. Награждена рядом орденов и медалей, в том числе медалью Партизанской памяти 1941 года и Орденом Народного героя Югославии (указ от 9 октября 1953).